# Michelle van Geffen
Michelle van Geffen (Dordrecht, 30 januari 1996) is een Nederlands korfbalster. Ze won met Fortuna 2 Nederlandse zaaltitels en 1 EuropaCup.
Van Geffen komt uit een echte korfbalfamilie. Zo is haar vader, Bram van Geffen een voormalig topspeler en was hij hoofdcoach van Fortuna eind jaren '90.

## Spelerscarrière

### Begin
Van Geffen begon met korfbal bij Deetos in 2001. Hier doorliep ze de jeugdteams.
In 2012 sloot ze zich aan bij het wat grotere PKC, waar ze 2 seizoenen in de A jeugd speelde. In 2014 besloot zij, op 18 jarige leeftijd, terug te keren naar Deetos.
Hier speelde ze 2 jaar in de hoofdselectie, echter speelde Deetos in deze seizoenen niet in de hoogste klasse. Om op het hoogte niveau te spelen besloot van Geffen in 2016 over te stappen naar het Delftse Fortuna

### Fortuna
In 2016, op 20 jarige leeftijd, sloot Van Geffen zich aan bij Fortuna, dat in de zaal- en veldcompetitie op het hoogste niveau speelde.
In het team, dat onder leiding stond van Ard Korporaal en Joost Preuninger kreeg zij niet direct een basisplaats in het eerste team.
Vanaf seizoen 2017-2018 kreeg zij geleidelijk aan meer speelminuten in het eerste team.
Dit was ook belangrijk jaar voor Fortuna, want in dit seizoen lukt het de ploeg om zich te plaatsen voor de zaalfinale, wat alweer 5 jaar geleden voor de laatste keer was gebeurd. Fortuna moest in de finale aantreden tegen TOP, waar het de finale met 24-20 van verloor.
Iets later, in hetzelfde seizoen stond Fortuna ook in de veldfinale. Dit maal was PKC de tegenstander en ook dit maal stond Fortuna na de wedstrijd met lege handen ; het verloor de wedstrijd met 20-17. Het seizoen was echter wel een omslagpunt en Fortuna had de weg naar de finales weer gevonden.
In seizoen 2018-2019 was Van Geffen belangrijk in de rotatie van de Fortuna-dames. In dit seizoen stond Fortuna voor het tweede jaar op rij in de zaalfinale. Dit maal versloeg Fortuna in de finale PKC met 21-19.
Aangezien Fortuna de Nederlandse zaalkampioen was geworden had de ploeg zich geplaatst voor de EuropaCup van 2020. Dit internationale clubtoernooi, dat in Boedapest werd gehouden werd gewonnen door Fortuna, dat in de finale te sterk bleek voor het Belgische Kwik.
Seizoen 2019-2020 was een bijzonder sportjaar. Fortuna stond na 17 Korfbal League wedstrijden op play-off koers toen alle sporten werden stilgelegd door de coronapandemie. Na dit seizoen stopte Mirjam Maltha bij Fotuna en hierdoor kreeg Van Geffen een vaste plaats in de basis van Fortuna.
In seioen 2020-2021 mocht er weer gesport worden en Fortuna plaatste zich wederom voor de zaalfinale, weliswaar in een Ahoy zonder publiek. Fortuna speelde de finale tegen PKC en Van Geffen had de lastige opgave om international Brett Zuijdwegt te verdedigen. Na een spannende wedstrijd was het uiteindelijk PKC die zaalkampioen werd. De veldcompetitie werd dit seizoen niet uitgespeeld (ook weer vanwege corona).
In seizoen 2021-2022 had Fortuna zich versterkte met internationals Mick Snel en Celeste Split. Met deze aanwisten ging het Fortuna voor de wind ook zodoende plaatste de ploeg zich voor het 4e seizoen op rij voor de zaalfinale. Net als het seizoen ervoor was PKC de tegenstander.
In een vol Ahoy speelde Fortuna een goede wedstrijd. Fortuna won de eindstrijd met 22-21 en was zodoende weer de zaalkampioen van Nederland.
Aangezien Fortuna de zaalkampioen was, was het direct geplaatst voor de Champions League van 2023, de vernieuwde opzet van de EuropaCup. Fortuna plaatste zich in dit toernooi voor de finale door in de halve finale te winnen van het Belgische Borgerhout. In de finale bleek echter PKC te sterk met 19-10.
In seizoen 2022-2023 had Fortuna een seizoen met ups en downs. Zo speelde de ploeg gedurende de competitie maar liefst 4 keer gelijk. Uiteindelijk stond de ploeg na de reguliere competitie wel op de tweede plek, waardoor ze zich hadden geplaatst voor de play-offs. In de best-of-3 serie was DVO de tegenstander. Fortuna won de eerste wedstrijd overtuigend met 29-19 (waaronder een buzzerbeater goal vanaf de middellijn van Van Geffen), maar verloor het de tweede en derde (beslissende) wedstrijd. Hierdoor plaatste Fortuna zich niet voor de zaalfinale, waardoor het was onttroond als zaalkampioen. Wel was er dit seizoen individueel succes voor Van Geffen ; zij won 85% van alle reboundduels en hiermee had zij het beste reboundpercentage van de gehele Korfbal League.
Iets later, in de veldcompetitie stond Fortuna na de reguliere competitie op de 1e plaats in de Ereklasse A. In de kruisfinale won Fortuna met 21-18 van DVO, waardoor Fortuna zich plaatste voor de veldfinale. In deze veldfinale was PKC de tegenstander. PKC won de finale met 18-13.
Seizoen 2023-2024 was een wisselvallig seizoen voor Fortuna in de zaal. Ondanks de behaalde 21 punten eindigde de ploeg op de 5e plaats in de Korfbal League, waardoor Fortuna de play-offs miste. Hiermee kwam een reeks van 6 jaar play-offs ten einde. 
Iets later, in de veldcompetitie deed Fortuna wel goede zaken. De ploeg ging ongeslagen naar de kruisfinale, waar Fortuna met 12-11 PKC versloeg. Hierdoor plaatste Fortuna zich voor het tweede jaar op rij voor de Nederlandse veldfinale. Echter ging het in de finale tegen DVO mis; Fortuna verloor de finale met 20-13 waardoor de ploeg genoegen moest nemen met de 2e plaats van Nederland.
Het werd het laatste seizoen onder leiding van coach Ard Korporaal, die na 13 seizoenen stopte als coach bij de club.
Gedurende Seizoen 2024-2025 deed Fortuna het goed in de Korfbal League en stond het na de eerste competitiehelft op play-off koers. Echter was de rol van Van Geffen beperkt, mede vanwege de aanwas van Laura van der Linden. In Januari 2025 maakte Van Geffen bekend bezig te zijn met haar laatste seizoen bij Fortuna. Fortuna haalde dit seizoen de zaalfinale van Ahoy, maar verloor de finale met 21-17.

## Erelijst
- Korfbal League kampioen zaalkorfbal, 2x (2019, 2022)
- EuropaCup kampioen zaalkorfbal, 1x (2020)